# (470316) 2007 OC10
(470316) 2007 OC10 ist ein großes transneptunisches Objekt, das bahndynamisch als nahes oder erweitertes Scattered Disk Object (SDO oder DO) eingestuft wird. Aufgrund seiner Größe ist der Asteroid ein Zwergplanetenkandidat.

## Entdeckung
2007 OC10 wurde am 22. Juli 2007 von Meg Schwamb und Mike Brown des California Institute of Technology (CalTech) mit dem 1,2-m-Oschin Schmidt-Teleskop am Palomar-Observatorium (Kalifornien) entdeckt. Die Entdeckung wurde am 6. September 2007 bekanntgegeben, sie wurde 2008 durch das 1,5-m-Cassegrain-Teleskop ebenfalls am Palomar-Observatorium bestätigt; der Planetoid erhielt später von der IAU die Kleinplaneten-Nummer 470316.
Der Beobachtungsbogen des Planetoiden beginnt mit der offiziellen Entdeckungsbeobachtung am 22. Juli 2007. Seither wurde der Planetoid durch verschiedene Teleskope wie das Herschel-Weltraumteleskop sowie erdbasierte Teleskope beobachtet. Im April 2017 lagen insgesamt 159 Beobachtungen über einen Zeitraum von 8 Jahren vor. Die bisher letzte Beobachtung wurde im Juli 2015 am Pan-STARRS-Teleskop (PS1) (Maui) durchgeführt. (Stand 13. März 2019)

## Eigenschaften

### Umlaufbahn
2007 OC10 umkreist die Sonne in 353,39 Jahren auf einer elliptischen Umlaufbahn zwischen 35,46 AE und 64,51 AE Abstand zu deren Zentrum. Die Bahnexzentrizität beträgt 0,291, die Bahn ist 21,65° gegenüber der Ekliptik geneigt. Derzeit ist der Planetoid 36,07 AE von der Sonne entfernt. Das Perihel durchlief er das letzte Mal 2007, der nächste Periheldurchlauf dürfte also im Jahre 2360 erfolgen.
Marc Buie (DES) klassifiziert den Planetoiden als SDO, während vom Minor Planet Center keine spezifische Einstufung existiert; letzteres ordnet ihn als Nicht-SDO und allgemein als «Distant Object» ein. Das Team des «TNOs are cool»-Programmes stuft ihn dagegen als erweitertes SDO (ESDO bzw. DO) ein. Das Johnston’s Archive führt es als «other TNO» auf, was bedeutet, dass es mit Sicherheit kein Cubewano oder Resonantes KBO ist.

### Größe
Derzeit wird von einem Durchmesser von 309 km ausgegangen, basierend auf einem Rückstrahlvermögen von 12,7 % und einer absoluten Helligkeit von 5,43 m, was durch das Herschel-Weltraumteleskop ermittelt wurde. Ausgehend von diesem Durchmesser ergibt sich eine Gesamtoberfläche von fast genau 300.000 km2. Die scheinbare Helligkeit von 2007 OC10 beträgt 20,96 m.
Da es denkbar ist, dass sich 2007 OC10 aufgrund seiner Größe im hydrostatischen Gleichgewicht befindet und somit weitgehend rund sein könnte, erfüllt er möglicherweise die Kriterien für eine Einstufung als Zwergplanet. Mike Brown geht davon aus, dass es sich bei 2007 OC10 um vielleicht einen Zwergplaneten handelt.
| Jahr                                         | Abmessungen km   | Quelle            |
| -------------------------------------------- | ---------------- | ----------------- |
| 2008                                         | 309,0 ± 37,0     | Santos-Sanz u. a. |
| 2012                                         | 306,0 +93,0−72,0 | Lellouch u. a.    |
| 2018                                         | 315,0            | Brown             |
| Die präziseste Bestimmung ist fett markiert. |                  |                   |